# Ферн Крик (Кентаки)
Ферн Крик (енгл. Fern Creek) град је у америчкој савезној држави Кентаки.

## Демографија
По попису из 2000. године број становника је 17.870.
| Група             | 2000.          | 2010.    |
| Белци             | 15.545 (87,0%) | 0 (0,0%) |
| Афроамериканци    | 1.396 (7,8%)   | 0 (0,0%) |
| Азијати           | 310 (1,7%)     | 0 (0,0%) |
| Хиспаноамериканци | 369 (2,1%)     | 0 (0,0%) |
| Укупно            | 17.870         | 0        |